# Circolo Nautico Posillipo 1998-1999
Questa voce raccoglie le informazioni riguardanti il Circolo Nautico Posillipo nelle competizioni ufficiali della stagione 1998-1999.

## Rosa
| N° |                       | Ruolo | Giocatore               |
| -- | --------------------- | ----- | ----------------------- |
|    | Italia (bandiera)     | P     | Antracite Lignano       |
|    | Jugoslavia (bandiera) | P     | Milan Tadić             |
|    | Ungheria (bandiera)   | D     | Tamás Kásás             |
|    | Italia (bandiera)     | D     | Roberto Mannai          |
|    | Italia (bandiera)     | D     | Francesco Postiglione   |
|    | Italia (bandiera)     | D     | Carlo Silipo (Capitano) |
|    | Italia (bandiera)     | CB    | Fabio Bencivenga        |

| N° |                    | Ruolo | Giocatore           |
| -- | ------------------ | ----- | ------------------- |
|    | Italia (bandiera)  | CB    | Raffaele Onofrietti |
|    | Italia (bandiera)  | A     | Marcello De Georgio |
|    | Italia (bandiera)  | A     | Luca Giustolisi     |
|    | Romania (bandiera) | A     | Bogdan Rath         |
|    | Italia (bandiera)  |       | Piero Fiorentino    |
|    | Italia (bandiera)  |       | Lelio Salvi         |